# Patrícia Pará Yxapy
Patrícia Ferreira Pará Yxapy (26 de Outubro de 1985) é professora e cineasta indígena brasileira, nascida na vila de Kunhã Piru, município de Missiones, Argentina. Desde 2000, mora em Koenju, aldeia a 30km da cidade de São Miguel das Missões no Rio Grande do Sul. Participou de mostras e festivais de cinema no Brasil e no mundo, como o American Native Film Festival, o forumdoc.bh, Lugar do Real, Berlinale, FINCAR, entre outros.

## Carreira
Formada pelo projeto Video nas Aldeias (VnA), em 2007, Patrícia Ferreira Pará Yxapy co-fundou o Coletivo Mbyá-Guarani de Cinema, dedicado à produção de vídeos e artes visuais focados na cultura guarani. O Videos nas Adeias foi criado em 1987 e é um projeto precursor na área de produção audiovisual indígena no Brasil. 
Seu fazer cinema é formado por uma relação de espiritualidade com a terra, o Eu e a comunidade. Baseia-se no "olhar indígena", que é um olhar compartilhado, baseado em uma imagem política e auto-representada do Eu. 
Em 2014 e 2015, Patrícia trabalhou em conjunto com cineastas indígenas inuit em uma residência artística no Canadá. Juntamente com Ariel Duarte Ortega, em 2011, ela co-dirigiu o premiado filme Bicicletas de Nhanderu, uma visão do cotidiano dos Mbya-Guarani da Vila de Koenju, no sul do Brasil. Em 2018 codirigiu o média-metragem TEKO HAXY - ser imperfeita com a artista e cineasta Sophia Pinheiro, um encontro íntimo entre duas mulheres que se filmam. O documentário experimental é a relação das duas artistas, diante da consciência da imperfeição do ser entram em conflitos e se criam material e espiritualmente. Nesse processo, se descobrem iguais e diferentes na justeza de suas imagens.    

Participou da exposição Carta de uma mulher guarani em busca da terra sem mal em 2020, com curadoria da cineasta e artista plástica Anna Azevedo, da SAVVY Contemporary dentro da Forum Expanded programação da Berlinale 2020, apresentando uma coleção de obras recentes. No centro da temática, está a representação de uma jornada audiovisual que segue o jeguatá, uma prática ancestral da cultura mbya-guarani, que significa “caminhar” em sua língua original, e está enraizada na dimensão mítica da prática de visitar parentes, trocar sementes e matérias-primas para fazer artesanato ou até procurar novos territórios para construir suas aldeias. O projeto está documentado no diário de viagem das artistas, Jeguatá: Caderno de Viagem, onde a artista busca uma “Terra Sem Mal”. 
 "As relações entre Jeguatá e nossa produção audiovisual nos surpreenderam bastante durante o processo. Durante a parte de escuta deste trabalho, além de eventos recentes, nos contaram muitas histórias, então nos concentramos em ouvir para entender melhor a narrativa que gostaríamos de estabelecer (...) Foi também uma experiência nova abordar um assunto profundo e espiritual para pessoas não indígenas. Um desafio de coexistência, de buscar esse significado da jornada sagrada através dessa interação." (Patrícia Ferreira Para Xyapy)  
 O caderno segue uma jornada que começou em janeiro de 2017, viajando de vila em vila, principalmente de carro, e durou cerca de 15 dias. No período, os artistas Ana Carvalho e Fernando Ancil e o cineasta indígena Ariel Duarte Ortega, assim como Patrícia Ferreira Pará Yxapy, visitaram as regiões de Koenju a Pindó Poty, na Argentina. Mais do que uma mera documentação on-line, o projeto Jeguatá pode ser visto como uma instalação, na qual não existe menu tradicional, mas um índice que se refere à uma tabela de sonhos e a outras associações que apontam para documentos, fotos e vídeos. 
Em 2020, durante a pandemia de Covid-19, realizou a obra-processo Nhemongueta Kunhã Mbaraete , comissionada pelo Instituto Moreira Salles, com 16 vídeo-cartas trocadas entre as cineastas Michele Kaiowá (cineasta), Graciela Guarani (cineasta e produtora cultural) e Sophia Pinheiro (artista visual, professora e pesquisadora), sob a perspectiva afetiva, etnofilosófica e crítica perante o processo de isolamento social e ao universo que as permeou durante a pandemia. 

## Filmografia
- As Bicicletas de Nhanderu (2011) [12] [13]
- Desterro Guarani (2011)
- TAVA, uma casa de pedra (2012)
- Mbya Mirim (2013)
- No caminho com Mario (2014)
- Teko Haxy - ser imperfeita (2018)
- Nhemongueta Kunhã Mbaraete (2020)[14]

## Prêmios
- 2015 - Melhor Curta Metragem do Júri Oficial e Menção Honrosa do Júri Jovem do Festival de Documentários de Cachoeira (CachoeiraDoc), realizado no Centro de Artes, Humanidades e Letras (CAHL) da Universidade Federal do Recôncavo da Bahia ( UFRB), na cidade de Cachoeira (BA), para o filme No caminho com Mario.
- 2012 - Menção Honrosa do IX Festival Internacional de Cinema e Vídeo Ambiental (Fica), realizado na cidade de Goiás (GO), pelo filme Desterro Guarani.
- 2011 - Prêmio Cora Coralina de melhor longa-metragem do XIII Fica, dirigido na cidade de Goiás (GO) pelo filme Bicicletas de Nhanderu.
- 2011 - Prêmio de melhor longa/mídia do III CachoeiraDoc, dirigido pelo Centro de Artes, Humanidades e Letras (CAHL) da Universidade Federal do Recôncavo da Bahia (UFRB), na cidade de Cachoeira (BA), pelo filme Bicicletas de Nhanderu.
- 2011 - Menção Honrosa do Forumdoc. Exposição Competitiva Nacional de BH para o filme Bicicletas de Nhanderu.